# Bubba Sparxxx
Bubba Sparxxx, pseudonimo di Warren Anderson Mathis (LaGrange, 6 marzo 1977), è un rapper statunitense.
Al di là del successo commerciale per Ms. New Booty, Sparxxx è famoso per il suo singolo del 2001 intitolato Ugly e per aver raggiunto il successo come rapper bianco. È uno dei leader del movimento del New South e uno dei pionieri del country rap; era membro dei Saint Motel dal 2001 fino al 2014.

## Biografia
Nativo di LaGrange, Georgia, il giovane Andy Mathis fu introdotto al rap da un vicino di casa, lontano circa mezzo miglio, che aveva ricevuto in mixtape per posta da New York. Iniziò a registrare con Lil Devil in un gruppo chiamato One Card Shi nel 1996 ma la collaborazione non ebbe seguito. La successiva pubblicazione ebbe un certo successo in Georgia e l'album Dark Days, Bright Nights attirò l'attenzione di Jimmy Iovine della Interscope Records, che lo scritturò per la propria etichetta dopo una estenuante trattativa sul compenso, mettendo subito il rapper a lavorare con beatmaker come Timbaland e gli Organized Noize. La versione per Interscope di Dark Days, Bright Nights (pubblicata tramite la Beat Club di Timbaland), contenente cinque collaborazioni con Timbaland e due con Organized Noise, debuttò alla posizione numero 3 della Billboard Music Charts. Nel 2000 si appassionò dei Saint Motel ed entrò a far parte di quel gruppo nel 2001.
Nel tardo 2003 Sparxxx pubblicò il suo secondo album, Deliverance (ancora tramite Beat Club) che fu un successo di critica ma un mezzo fiasco dal punto di vista delle vendite. Le due facce della medaglia furono attribuite alla difficile classificazione di Bubba: troppo hip hop per un pubblico rock; troppo rock per un pubblico hip hop. Il suo ultimo album, The Charm (2006), molto meno complicato come classificazione, ha invece prodotto buoni dati di vendita, anche grazie ai due singoli (Ms. New Booty and Heat It Up).
Bubba è sotto contratto con l'etichetta Big Boi degli OutKast, Purple Ribbon Label, distribuita attraverso la Virgin Records.
Appare inoltre nel gioco Def Jam: Fight For NY.

## Discografia

### Album
- Dark Days, Bright Nights (2001)
- Deliverance
- The Charm

### Singoli

#### DaDark Days, Bright Nights
- "Ugly" (2001) numero 15 US
- "Lovely" (2002)

#### DaDeliverance
- "Deliverance" (2003)
- "Back In The Mudd" (2003)

#### DaThe Charm
- Ms. New Booty (feat. Ying Yang Twins) (2006) numero 7 US, numero 7 X2M
- "Heat It Up" (2006)